# Marionina coatesae
Marionina coatesae är en ringmaskart som beskrevs av Erséus 1990. Marionina coatesae ingår i släktet Marionina och familjen småringmaskar. Inga underarter finns listade i Catalogue of Life.